# René Vandenhove
Pour les articles homonymes, voir Van Hove.

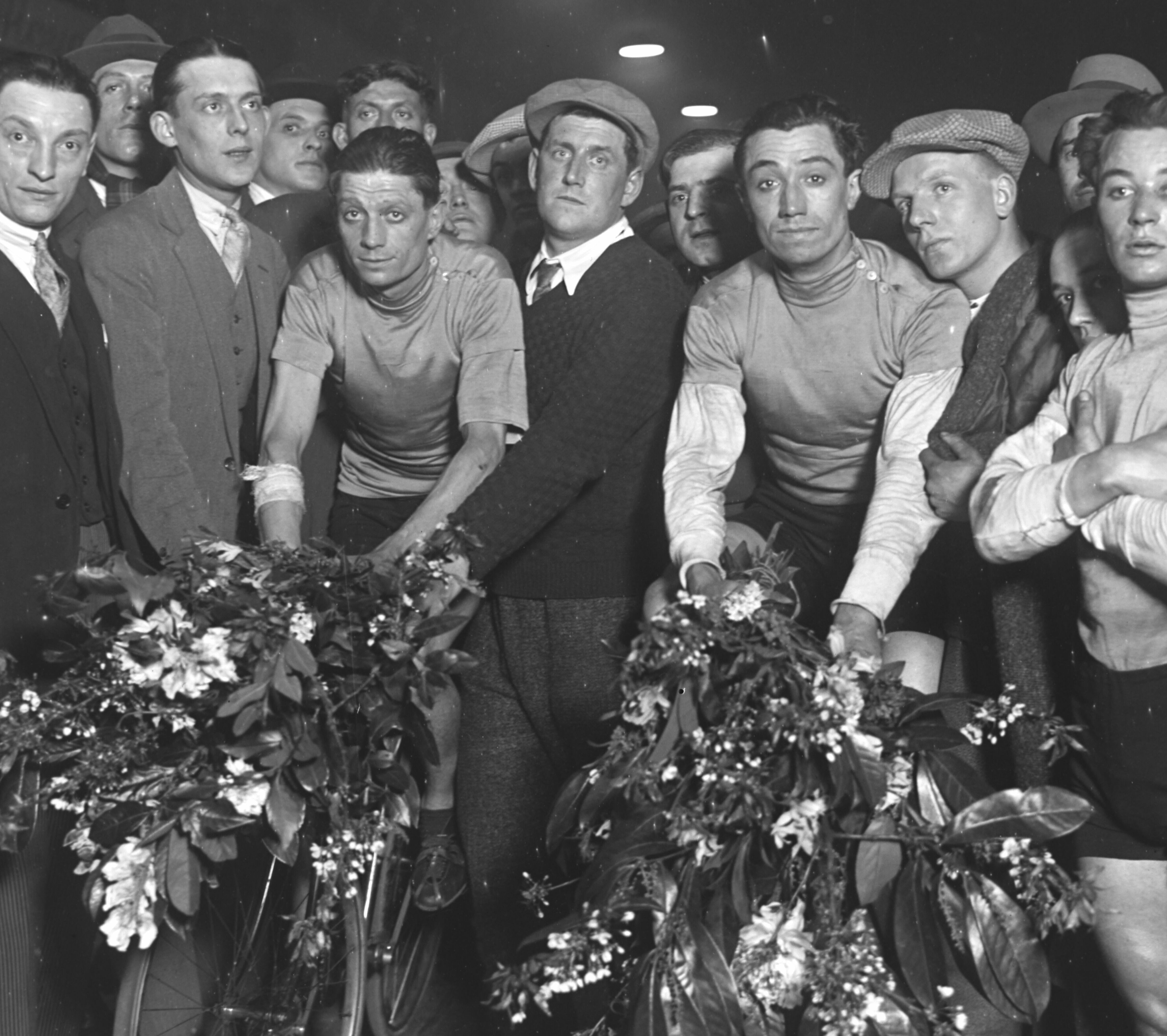
René Vandenhove et Georges Vandenhove, deuxièmes aux Six jours de Paris 1927

René, Gilles, Vandenhove, né le 21 janvier 1889 à Paris 10e et mort le 14 novembre 1971 à Nice, est un coureur cycliste français, d'abord sur route puis sur piste, spécialiste de l'américaine et des courses de six jours, associé à son frère Georges Vandenhove.

## Biographie
En 1913, il gagne Paris-Beaugency ; il est second du championnat de France derrière Frank Henry et gagne aussi Paris-Evreux. En 1914, quelques mois avant la guerre, il se classe deuxième de Paris-Roubaix indépendants derrière Frank Henry. Mobilisé d'abord dans une formation du front Vandenhove qui est outilleur mécanicien est rappelé à l'arrière, en 1916, et travaille dans un arsenal de l'Etat. En 1917, il triomphe au vélodrome d'Hiver. Il enlève le Grand Prix des Alliés devant Ali Neffati et Juseret. Après guerre, il finit 2e de Paris-Tours en 1919, puis se spécialise sur piste et triomphe plusieurs fois, en compagnie de son frère Georges.
En 1923, il prend le départ des six jours de Paris avec Georges mais abandonne; en 1924 il finit 8e, 5e en 1925, 9e en 1926, 2e en 1927,, 10e en 1928 toujours avec Georges. En 1929, il prend le départ avec André Marcot et abandonne.
En 1934, René et Georges perfectionnent le dérailleur et déposent la marque Le Vainqueur.

## Palmarès

### Palmarès sur route
- 1912
  - Paris-Évreux
- 1913
  - 2e des Championnats de France des indépendants
  - Paris-Évreux
  - Paris-Beaugency
  - Grand Prix de Brévannes[11]
- 1914
  - 2e de Paris-Roubaix indépendants
- 1918
  - Critérium de France[12]
- 1919
  - 2e de Paris-Tours

### Palmarès sur piste
- 1916
  - Championnat de vitesse de la France Athlétique et Sportive[13]
- 1917
  - 3e du Grand Prix National[14]
- 1918
  - Prix de Fructidor[15]
  - Prix Petit-Breton[16]
- 1921
  - Prix du Madison Square au Vél' d'Hiv' avec Bertaud
- 1926
  - Prix Hourlier-Comès avec Georges Vandenhove
  - Grand Prix de l'Alliance avec Pierre Rielens[17]
  - Prix Maurice Garin avec Georges Vandenhove et André Marcot[18]
- 1927
  - Grand Prix d'Ouverture du Vélodrome de la Tête d'Or avec Georges Vandenhove[19]
  - 2e des Six Jours de Paris avec Georges Vandenhove
  - 3e du Prix Goullet-Fogler avec Georges Vandenhove
- 1928
  - 2e du Prix Miller-Waller avec Georges Vandenhove
- 1929
  - 4e aux Six Jours de Saint-Étienne avec André Marcot

## Résultats sur le Tour de France
- 1919 : abandon (2e étape)